# کبوده حسن‌آباد

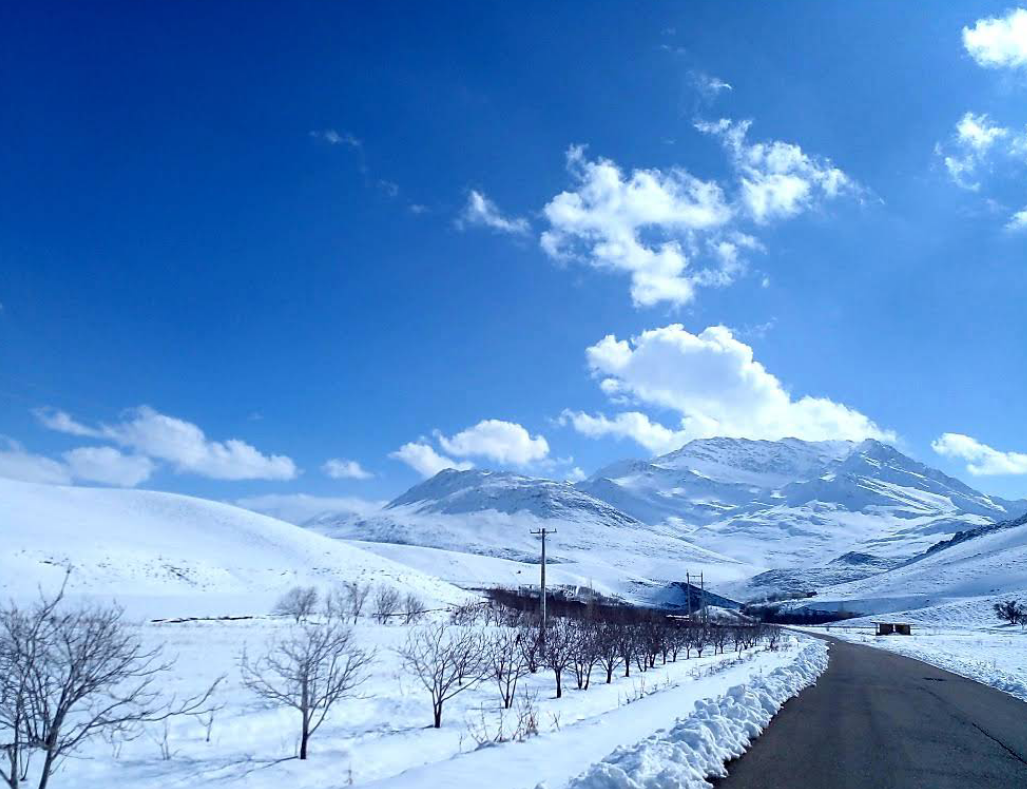
کبوده حسن‌آباد در فصل زمستان

کاوه یا کیاوه یا کبوده حسن‌آباد ، روستایی از توابع بخش بیرانوند شهرستان خرم‌آباد در استان لرستان ایران است.

## جمعیت
این روستا در دهستان بیرانوند شمالی قرار دارد و جمعیت آن تا کنون (۱۴۰۲) بیشتر از ۲۰۰ نفر است. نام قدیم این روستا کاوه و یا کیاوه بوده است (نام محلی آن تا کنون هم کیاوه است).مردم آن به زبان لکی لهجه بیرانوندی صحبت می کنند .
کیاوه دارای رودخانه ای است که از کوههای ولاش و گریین سرچشمه می گیرد . کیاوه به دو قسمت شمالی و جنوبی تقسیم می شود . معروف ترین چشمه های کیاوه سراب نظر ؛ داراخانی ؛ پاتپه و برجعلی می باشند . در شمال کیاوه تنگه گردکانه است که بقایای یک برج دیده بانی باستانی بر روی کوه غربی وجود دارد که به سر قلاع (سرقلعه) معروف است . همچنین آثار یک شهر یا روستایی قدیمی در منطقه ای به نام کالک به معنی خرابه وجود دارد .کیاوه زمانی جمعیتی زیاد داشته است اما در دهه ۶۰ خالی از سکنه شد و عمده مردم آن به روستاهای سیلاخور (از جمله پاپولک)و یا شهرستانهای بروجرد و خرم آباد مهاجرت کردند . طی سالهای اخیر با توسعه زیرساختهای منطقه بخشی از مردم مجدد در روستا برگشته و  استقرار یافته اند.
نماد این روستا سراب نظر و تنگه گردکانه است .